# Georg Forster
Johann Georg Adam Forster, spesso abbreviato in G.Forst o G.Forster in ambito botanico e zoologico (Nassenhuben, 27 novembre 1754 – Parigi, 10 gennaio 1794), è stato un naturalista, etnologo, giornalista, scrittore di viaggio e rivoluzionario tedesco.
In giovane età ha accompagnato il padre Johann Reinhold Forster in vari viaggi e spedizioni di esplorazione, tra cui il secondo viaggio nel Pacifico di James Cook. Il suo scritto di quel viaggio, intitolato A Voyage Round the World ha contribuito significativamente all'etnologia delle popolazioni Polinesiane, rimanendo ancora oggi un lavoro di grande considerazione. A seguito di questa pubblicazione Forster è stato considerato uno dei fondatori della moderna letteratura scientifica da viaggio, venendo ammesso alla Royal Society all'età di ventidue anni.
Forster in Germania è stato anche una figura centrale dell'Illuminismo, insieme al suo amico Georg Christoph Lichtenberg. La sua personalità e le sue idee hanno influenzato successivamente Alexander von Humboldt, uno dei grandi scienziati del XIX secolo.
Nel 1792 quando i francesi presero il controllo della Magonza e Forster divenne uno dei fondatori del club dei giacobini di quella zona, lottando in primo piano per la nascente Repubblica di Magonza, fin prima appartenente alla Germania.
A luglio 1793, mentre si trovava a Parigi come delegato, la coalizione delle forze prussiane e asburgiche riprese il controllo della sua città, dichiarando Forster fuorilegge. Isolato dai suoi alleati ed incapace di ritornare in patria, morì a Parigi nei primi mesi del 1794 a causa di una malattia.

## Biografia

### Infanzia e formazione
Johann Georg Adam è nato il 27 novembre 1754 a Nassenhuben (Mokry Dwór), un villaggio vicino a Danzica nella Germania settentrionale, allora facente parte della Confederazione polacco-lituana. Georg era il più anziano di sette fratelli, figli di Johann Reinhold Forster e Justina Elisabeth (nata Nicolai). Il padre, di origini scozzesi e di temperamento intrattabile, era naturalista, scienziato e un pastore calvinista.
Nel 1765 il padre venne commissionato dall'imperatrice Caterina II di Russia di ispezionare una colonia tedesca, nella provincia di Saratov. Georg ancora giovanissimo segue il padre, imparando così la lingua russa e acquisendo i primi elementi di formazione scientifica, praticando con il padre delle cartografie della zona e scoprendo numerose nuove specie di quelle zone.
La relazione scritta dal padre riguardo al viaggio effettuato, motivo principale della spedizione, conteneva aspre critiche contro il governatore di Saratov, causando litigi con il governo russo che costringe la famiglia a trasferirsi in Inghilterra, nel 1766. Qui il giovane Georg aiuta il padre a scrivere traduzioni di libri e a soli 13 anni pubblica il suo primo libro: una traduzione in inglese di storia della Russia di Lomonosov. Questa formazione pratica risulta molto preziosa per Georg che oltre ad approfondire la lingua inglese, acquisisce molte idee che influenzeranno la sua vita futura.

### Il viaggio attorno al mondo

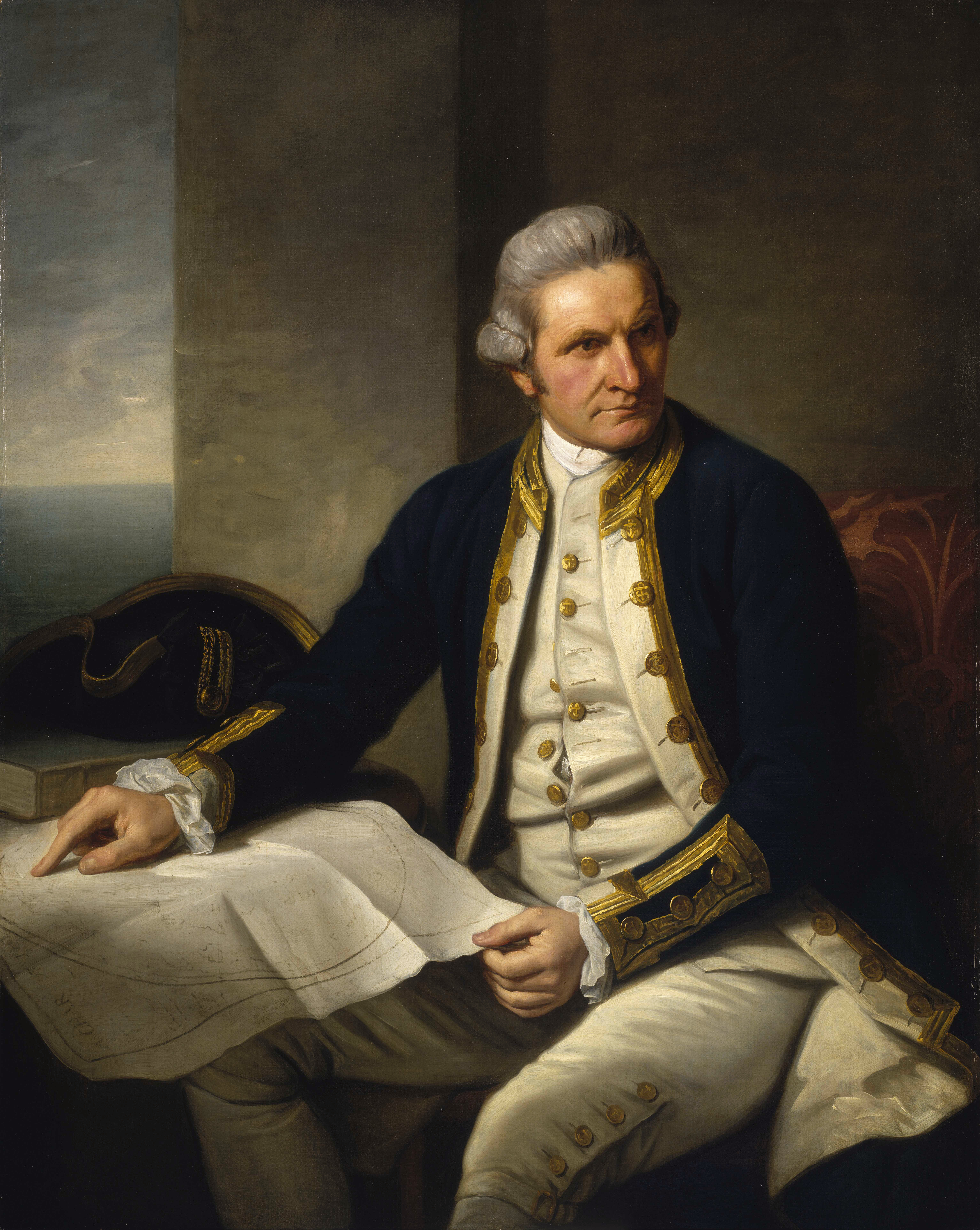
Il capitano James Cook, ritratto di Nathaniel Dance-Holland del 1775 ca.

Un'importante svolta arriva nel 1772 quando il padre di Forster, appena divenuto membro della Royal Society, riceve l'invito a partecipare alla seconda spedizione nel Pacifico di James Cook, nonché suo terzo viaggio intorno al mondo (1772-1775). Anche Georg viene invitato a partecipare alla spedizione dal padre, come relatore. Il compito dei due Forster è infatti quello di creare una relazione scientifica del viaggio, da pubblicare dopo il loro ritorno.
Si imbarcano a bordo della HMS Resolution il 13 luglio 1772 a Plymouth. Il percorso della spedizione porta la nave prima a sud dell'Atlantico, per poi dirigersi verso l'Oceano Indiano e il mare Antartico passando per le isole della Polinesia. Infine una volta raggiunto Capo Horn la nave ritorna in Inghilterra, concludendo la spedizione il 30 luglio 1775. Durante i tre anni del viaggio gli esploratori visitano anche la Nuova Zelanda, le isole Tonga, la Nuova Caledonia, Tahiti, le Isole Marchesi e l'Isola di Pasqua. Inoltre questa è la prima spedizione a spingersi tanto a sud, arrivando quasi a scoprire l'Antartide. Con questa parte del viaggio inoltre smentiscono la teoria della Terra Australis, che sosteneva l'esistenza di un continente abitato a sud del pianeta.

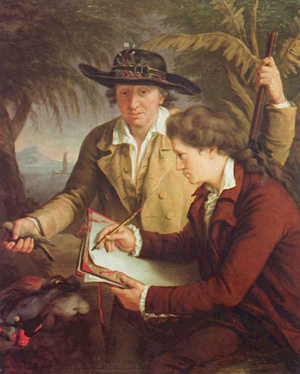
Georg Forster con il padre a Tahiti mentre ritrae alcune specie di uccelli

Supervisionato dal padre Georg affina i propri studi di zoologia e botanica, principalmente descrivendo e disegnando animali e piante. Oltre a questo persegue i propri interessi personali, portandolo a compiere anche esplorazioni indipendenti, soprattutto di tipo geografico ed etnologico, studiando ed imparando le lingue delle isole polinesiane e la loro cultura, senza i tipici pregiudizi occidentali o cristiani dell'epoca ed iniziando a scrivere Voyage Round the World, scritto ancora oggi molto apprezzato. Diversamente da Louis-Antoine de Bougainville, i cui racconti di un suo viaggio a Tahiti di alcuni anni prima aveva avviato il mito romanticista del buon selvaggio, Forster aveva una visione molto più sofisticata della società delle isole del Pacifico del Sud. Ha infatti descritto le varie strutture sociali e le religioni osservate nelle Isole della Società, sull'isola di Pasqua, in Tonga e in Nuova Zelanda siano attribuite alla differenza di condizioni di vita di queste popolazioni. Contemporaneamente ha anche osservato che le lingue di queste isole ampiamente sparse siano molto simili. Ha descritto minuziosamente i linguaggi, gli strumenti, le armi, i vestiti e l'architettura degli abitanti delle isole Nomuka dell'arcipelago Ha'apai, illustrandone la notevole somiglianza con quanto osservato le tribù di Tongatapu.
Gli elementi etnografici raccolti da Georg e suo padre sono (anche attualmente) riconosciuti come Cook-Forster Sammlung (Collezione Cook-Forster) nella collezione antropologia Sammlung für Völkerkunde di Gottinga. Un'altra raccolta di elementi è invece esposta presso il Pitt Rivers Museum di Oxford.
Il viaggio è stato ricco di risultati e osservazioni scientifiche. Tuttavia il rapporto tra Johann Reinhold Forster e il resto dell'equipaggio, Cook compreso, era spesso problematico soprattutto a causa del temperamento irritabile ed intrattabile del primo. Questi problemi erano causati anche dal rifiuto di Cook di consentire più tempo ai due ricercatori per la ricerca scientifica delle isole visitate. A causa di questo il capitano Cook dopo questo viaggio si è sempre rifiutato di avere scienziati a bordo nei suoi successivi viaggi.

### Il resoconto del viaggio
Le divergenze tra i due proseguirono anche dopo il ritorno, in particolar modo su chi dei due dovesse scrivere il resoconto ufficiale del viaggio. Il conte di Sandwich, principale finanziatore del viaggio, anche se disposto a pubblicare il resoconto scritto dai Forster, non era contento di come era esposto il capitolo di apertura, ma allo stesso modo Johann Reinhold Forster non era disposto ad accettare delle correzioni come si ad un compito scolastico, rifiutando ogni compromesso. Come conseguenza quello di Cook divenne il resoconto ufficiale del viaggio, e i Forster non ottenendo i diritti di pubblicazione non vennero pagati per il lavoro svolto. Georg Forster decise quindi di scrivere un rapporto non ufficiale del viaggio.
Un viaggio intorno al mondo (A Voyage round the World in His Britannic Majesty's Sloop Resolution, Commanded by Capt. James Cook, during the Years 1772,3,4, and 5), pubblicato in inglese nel 1777, è stato uno dei primi esempi di illuminismo letterario, con una descrizione tuttavia fedele dei fenomeni naturali che da quel momento è divenuta proprietà comune del mondo colto, ma è stato grazie soprattutto alla pubblicazione in tedesco nel 1778 che il giovane autore ottenne grande fama. Il libro ebbe all'epoca un grande impatto sulla letteratura tedesca, venendo elogiato dalla critica (in particolar modo dal poeta Christoph Martin Wieland). Anche nel mondo scientifico il libro ha avuto grande considerazione, influenzando ad esempio Alexander von Humboldt, ma anche molti futuri etnologi.
Il grande successo era dovuto ad uno stile del tutto inedito per l'epoca. La scrittura in prosa infatti, oltre che scientificamente accurata e oggettiva, era ben levigata rendendo il libro emozionante e facile da leggere, andando oltre la semplice raccolta di dati che caratterizzava il racconto di viaggio convenzionale. Spesso la descrizione era arricchita con osservazioni filosofiche o ironici commenti personali. L'attenzione della descrizione era sempre rivolta prima di tutto alla gente che incontrava: al comportamento, al costume locale, alle religioni e ai comportamenti sociali. All'interno sono state inoltre presentate i testi di alcune delle canzoni cantate dai polinesiani.
Oltre a Un viaggio intorno al mondo con il padre pubblicò anche Rivista di strani nuovi racconti di viaggio (Magazin von merkwürdigen neuen Reisebeschreibungen) e la traduzione di Un viaggio per mare del sud, del tenente William Bligh tra il 1791 e il 1793.
La pubblicazione portò comunque al giovane Forster un grande riconoscimento scientifico in tutta Europa e divenne un membro della Royal Society il 9 gennaio 1777, anche se Georg non aveva ancora compiuto 23 anni ed altre onorificenze simili gli vennero assegnate anche dalle altre accademie europee.

### Carriera accademica e letteraria
Durante questo periodo Georg si era recato a Kassel per far ottenere a suo padre un appuntamento, scoprendo successivamente e con grande sorpresa che la nomina di professore in tale città era stata conferita a lui anziché al padre. Il padre nel frattempo era stato nominato professore di storia naturale ad Halle. A Kassel Forster coltiva un'amicizia cmolto intima con l'anatomista Samuel Thomas von Sömmerring e fa la conoscenza di Friedrich Heinrich Jacobi che lo avvicina al misticismo, da cui tuttavia in seguito si emancipa: iniziato in Massoneria, ne uscì nel 1783.
La mancanza di libri e strumenti scientifici a Kassel lo inducono a spostarsi frequentemente a Gottinga dove conosce e si fidanza con Teresa Heyne, figlia dell'illustre filologo Christian Gottlob Heyne, una donna colta e brillante che non ha tuttavia intenzione di essere la moglie di Georg Forster. Per poterla sposare accetta nel 1784 una cattedra presso l'Università di Vilnius (nell'attuale Lituania), cosa che comunque non lo mise a suo agio. Vi sono infatti numerose lettere sue e di sua moglie che descrivono con disprezzo la vita di questo periodo. Dopo pochi anni di residenza a Vilnius si dimette dalla sua cattedra per prendere parte ad una spedizione scientifica progettata dal governo russo, ma dopo la rinuncia anche a questa impresa si trasferisce a Magonza dove diviene capo bibliotecario al Palazzo del principe elettore.

### Attivismo e morte

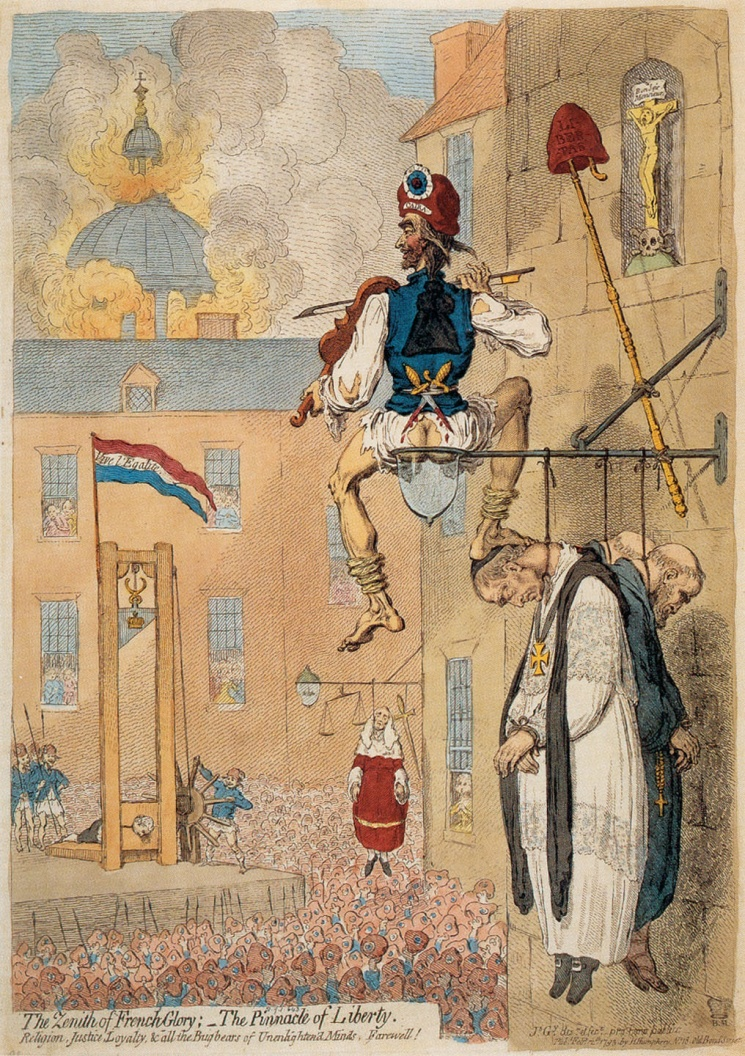
"The Pinnacle of Liberty". Una satira del radicalismo della Rivoluzione francese di James Gillray

Il 21 ottobre 1792 l'esercito rivoluzionario francese, comandato dal generale Custine, occupò Magonza. Due giorni dopo, su iniziativa di Georg Wilhelm Böhmer fu fondato un club dei Giacobini nominato Amici della Libertà e uguaglianza (Freunde der Freiheit und Gleichheit). Dopo qualche iniziale esitazione, anche Forster si unisce al club nel periodo successivo e partecipa attivamente alla fondazione della Repubblica di Magonza, la prima repubblica costruita su principi democratici in Germania la cui area si estendeva sulla riva sinistra del Reno, tra Landau e Bingen.
Forster divenne vicepresidente della amministrazione provvisoria della repubblica e candidato alle elezioni per il parlamento locale, il Rheinisch-Deutscher Nationalkonvent. Da gennaio a marzo 1793 è stato anche editore de Il nuovo giornale Mainz o Amico del Popolo (Die neue Mainzer Zeitung oder Der Volksfreund). Nel suo primo articolo scrisse:
(Georg Forster)
Promuove attivamente l'inserimento della riva sinistra del Reno, che non era in grado di auto-mantenersi come stato indipendente, alla Francia e nel 1793 si reca a Parigi come delegato per portare avanti le trattative, con Adam Lux. La domanda viene accettata, ma non ha effetto poiché a luglio dello stesso anno, la coalizione delle forze prussiane e asburgiche assedia Magonza, causando la ritirata delle truppe francesi e riprendendone il controllo e ripristinando lo status precedente.
Sulla base di un decreto dell'imperatore Francesco II d'Asburgo, che imponeva di infliggere punizioni su tutti i soggetti tedeschi che hanno collaborato con il governo rivoluzionario francese, Forster viene dichiarato un fuorilegge (con una taglia di 100 ducati), trovandosi quindi con l'impossibilità di ritornare in patria e isolato dai suoi alleati.. Oltre a questo perde anche la sua biblioteca, le sue collezioni e la moglie che decide di rimanere a Magonza con i figli e il futuro marito Ludwig Ferdinand Huber, decide di rimanere a Parigi.
Proprio in questo periodo la rivoluzione francese entra nella fase di massimo terrore, indotto dal Comitato di salute pubblica sotto il comando di Maximilien Robespierre. In questo contesta vive in come spettatore diretto la differenza tra le promesse di libertà per tutti della rivoluzione e la sua crudele pratica. A differenza tuttavia di molti altri sostenitori tedeschi della rivoluzione, come ad esempio Friedrich Schiller, Forster rimane fedele ai suoi ideali rivoluzionari, nonostante la pressione del regime di terrore. Personalmente vede gli eventi in Francia come una forza della natura che non poteva essere controllata e che doveva sfogare così le proprie energie, onde evitare di essere ancora più distruttiva.
Ancora prima che il regno del terrore raggiunga il suo culmine, Georg Forster, probabilmente provato da questa situazione e dalla sua lontananza dalla patria, si ammala e muore improvvisamente a causa di una malattia reumatica nel suo appartamento in Rue des Moulins a Parigi il 10 gennaio 1794, a soli trentanove anni. A quel tempo, stava progettando di visitare l'India.

## Eredità spirituale
Dopo la sua morte, le sue opere sono state quasi tutte dimenticate, tranne in ambienti professionali e scientifici. Questo anche a causa del suo coinvolgimento nella rivoluzione francese. A conseguenza di questo la sua ricezione è spesso cambiata nel tempo in base alle correnti politiche del momento e del luogo. Dopo l'epoca napoleonica in Germania fu considerato come un traditore della patria, mettendo in ombra il suo lavoro come letterato e come scienziato. All'inizio del XIX secolo il filosofo Friedrich Schlegel ha scritto su Forster:
(Karl Wilhelm Friedrich von Schlegel)
Qualche interesse per la vita di Forster e per le sue azioni rivoluzionarie fu ripreso solo durante la rivoluzione degli stati tedeschi del 1848, nel contesto dei suoi sentimenti liberali. Guglielmo II di Germania e successivamente il Terzo Reich arrivarono a ostracizzarlo, limitando l'interesse per lui a quanto aveva scritto sulle sue lettere personali a riguardo della Polonia. L'interesse per Forster è ripreso solo nel 1960 dalla Repubblica Democratica Tedesca, dove Forster è stato interpretato come un eroe della Prospettiva del conflitto. In Germania occidentale invece non si arrivò a riscoprire Forster prima del 1970.
Il 25 ottobre 1987 è stata inaugurata la prima stazione di ricerca in Antartide tedesca, nominandola Georg Forster Station e dedicandola all'autore. Ad oggi molti istituti scolastici tedeschi sono dedicati a Georg Forster, prendendone il nome.
La sua reputazione come uno dei primi e più importante etnologi tedeschi è ad oggi indiscussa in tutto il mondo. Il suo lavoro ha contribuito in modo significativo a stabilire l'etnologia in Germania come disciplina scientifica autonoma.

## Opere
- A Voyage round the World in His Britannic Majesty's Sloop Resolution, Commanded by Capt. James Cook, during the Years, 1772, 3, 4, and 5 (1777)
- Journal of travels in Poland (August–November, 1784), The Warsaw Voice, 1990, n. 31, pp. 8–9
- De Plantis Esculentis Insularum Oceani Australis Commentatio Botanica (1786)
- Florulae Insularum Australium Prodromus  (1786)
- Essays on the moral and natural geography, natural history and philosophy (1789–1797)
- Views of the Lower Rhine, Brabant, Flanders (three volumes, 1791–1794)
- "Neuholland und die brittische Colonie in Botany-Bay", Allgemeines historisches Taschenbuch: oder Abriss der merkwürdigsten neuen Welt-Begebenheiten für 1787, enthaltend Zusätze zu der für das Jahr 1786 herausgegebenen Geschichte der wichtigsten Staats- und Handelsveränderungen von Ostindien, von M.C. Sprengel, Professor der Geschichte auf der Universität zu Halle, Berlin, bei Haude und Spener, Dezember 1786, Zusatz 7, pp. xxxiii-liv; supplement to: Historisch-genealogischer Calender oder Jahrbuch der merkwürdigsten neuen Weltbegebenheiten für 1787. Re-published in Georg Forster's Kleine Schriften: Ein Beytrag zur Völker- und Länderkunde, Naturgeschichte und Philosophie des Lebens, gesammlet von Georg Forster, Erster Theil, Leipzig, Kummer, 1789, pp. 233–274
- Letters - una postuma raccolta della sua corrispondenza (1828)
- Werke in vier Bänden, Gerhard Steiner (editor), Leipzig, 1971
- Ansichten vom Niederrhein, Gerhard Steiner (editor). Frankfurt am Main, Insel, 1989. ISBN 3-458-32836-X
- Reise um die Welt, Gerhard Steiner (editor). Frankfurt am Main, Insel, 1983. ISBN 3-458-32457-7
- Über die Beziehung der Staatskunst auf das Glück der Menschheit und andere Schriften, Wolfgang Rödel (editor). Frankfurt am Main, Insel, 1966. – A little collection of political essays, notes, and speeches of republican thinkers and writers.
- Georg Forsters Werke, Sämtliche Schriften, Tagebücher, Briefe, Deutsche Akademie der Wissenschaften zu Berlin, G. Steiner et al. Berlin, Akademie, 1958
- Georg Forster, Revolutions-Briefe, Kurt Kersten, Athenaeum Verlag, 1981
- Georg Forster, Briefe an Ernst Friedrich Hector Falcke. Neu aufgefundene Forsteriana aus der Gold- und Rosenkreuzerzeit, Michael Ewert, Hermann Schüttler (editors). Georg-Forster-Studien Beiheft 4. Kassel, Kassel University Press, 2009. ISBN 978-3-89958-485-1